# Сурпан

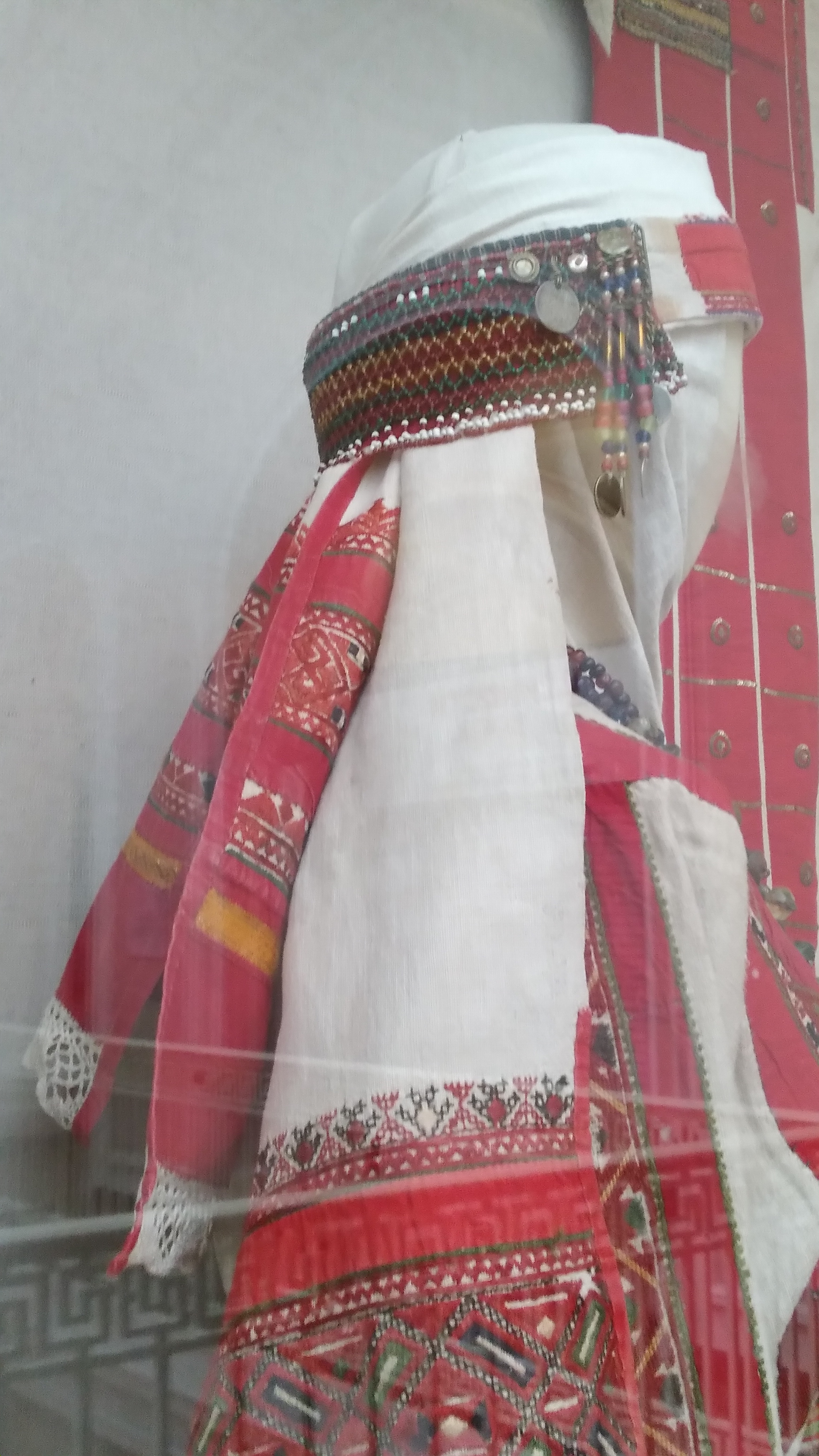
Чувашский женский костюм со спины.

Сурпан (сурбан) — женский головной убор, головное покрывало в виде полосы тонкого холста, обычно белого цвета с украшенными краями и концами. Сурпан носили замужние чувашские женщины, аналоги сурпана (в том числе имевшие схожие названия) имелись у многих народов: шарпан (марийцы), саппано (ижоры), а также убрус (русские), намитка (украинцы), и другие. Из обихода сурпаны вышли в 1-й половине XX века.